# Фридрих I (король Вюртемберга)
Фридрих Вильгельм Карл Вюртембергский (нем. Friedrich I. Wilhelm Karl von Würtemberg; 6 ноября 1754 — 30 октября 1816) — герцог Вюртемберга с 23 декабря 1797 года, курфюрст Вюртемберга с 29 апреля 1803 года, король Вюртемберга с 1 января 1806 года под именем Фридрих I.

## Биография
Сын Фридриха Евгения Вюртембергского и Фридерики Доротеи Бранденбург-Шведтской. 
Был известен выдающимся ростом — 2,11 метров и весом около 200 кг.
С 1777 года состоял на прусской военной службе. В 1783 году совершил поездку в Италию вместе со своей сестрой, Марией Фёдоровной, и её мужем великим князем (впоследствии императором) Павлом Петровичем. Сближение Российской и Австрийской империй, закреплённое путешествием цесаревича по австрийским владениям, навлекло гнев Фридриха Прусского, отправившего принца в отставку; вслед за этим он по приглашению Екатерины II в чине генерал-поручика в 1783 году становится командующим корпусом в районе Херсона, а затем генерал-губернатором русской Финляндии (выборгским наместником). Через своё доверенное лицо, М. И. Донаурова, для своей летней выборгской резиденции он приобрёл имение Шарлоттенталь, которое переименовал в Монрепо. В декабре 1786 года, отправленный императрицей в годичный отпуск, выехал из России с детьми и более на русскую службу не вернулся. Жена Августа Каролина, с которой отношения не сложились, осталась в России.

### Правление
После смерти отца в 1797 году Фридрих стал герцогом Вюртемберга. Его правление было одной из мрачных эпох в истории Вюртемберга.

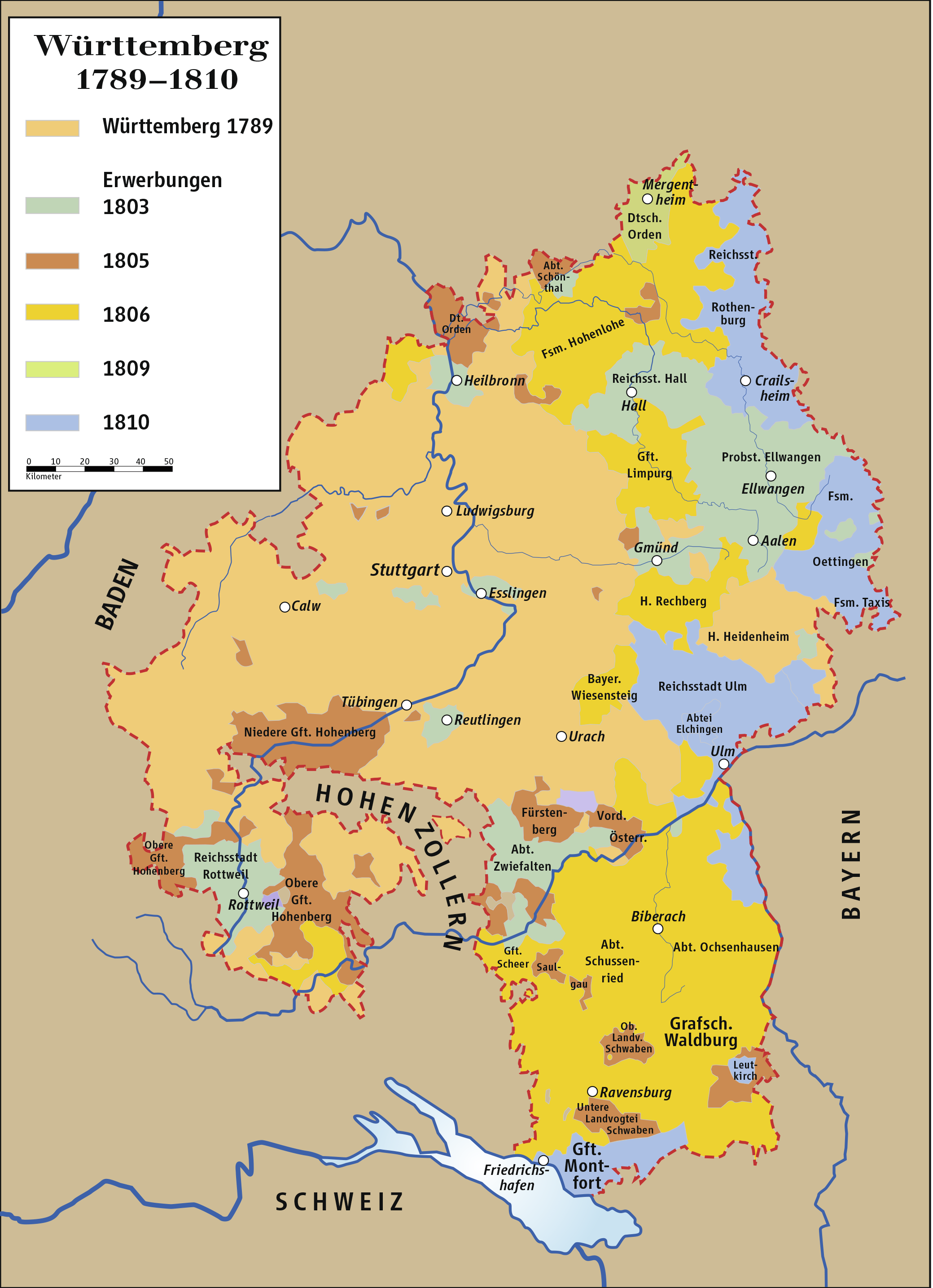
Рост территории Вюртемберга в 1803—1810

В 1800 году, когда Франция оккупировала Вюртемберг, он укрылся в Вене. В 1801 году, по Люневильскому миру он уступил Франции графство Монбельяр, взамен получив Эльванген.
В феврале 1803 года, согласно договору о немецкой медиатизации, император Франц II по просьбе Наполеона возвёл Фридриха в ранг курфюрста. В 1805 году Фридрих присоединился к Франции, что позволило ему превратить курфюршество в королевство и сражаться вместе с силами Наполеона против австро-русско-английской коалиции. В декабре 1805 года Наполеон дал ему титул короля, 1 января 1806 года он короновался в Штутгарте.
Вюртемберг, как и другие дружественные Наполеону германские государства, вошёл в Рейнский союз. Его территории умножились вдвое по сравнению с 1803 годом, среди прочих были присоединены земли католической церкви. Из лояльности к Наполеону, Фридрих выдал свою дочь Екатерину замуж за брата Наполеона, Жерома Бонапарта. Во время российской кампании Фридрих предоставил около 14—16 тысяч военнослужащих своей армии, из которых только несколько сотен вернулись домой.
Между тем, когда положение Наполеона стало шатким, Фридрих в 1813 году перешёл на сторону коалиции. Его титул короля был утверждён на Венском конгрессе.
Умер в 1816 году в возрасте 61 года.

### Семья
В 1780 году Фридрих женился на Августе Брауншвейг-Вольфенбюттельской (1764—1788), дочери Карла Вильгельма Фердинанда, герцога Брауншвейгского. В браке родились четверо детей:
- Вильгельм I (1781—1864), следующий король Вюртемберга;
- Екатерина (1783—1835), супруга Жерома Бонапарта (1784-1860), младшего брата Наполеона I;
- София (1783—1784);
- Пауль Карл (1785—1852).

Овдовев, женился в 1797 году на Шарлотте Великобританской (1766—1828), дочери короля Великобритании Георга III. Их единственная дочь умерла при рождении.